# Antoine Merle
Joseph Émile Antoine Merle (ur. 22 marca 1921 w Bordeaux, zm. 30 kwietnia 2013 tamże) – francuski zapaśnik walczący w stylu klasycznym. Dwukrotny olimpijczyk. Zajął dziesiąte miejsce w Londynie 1948 i piętnaste w Helsinkach 1952. Startował w kategorii do 62 kg.

## Letnie Igrzyska Olimpijskie 1948
| Konkurencja          | Rundy eliminacyjne    | Rundy eliminacyjne | Rundy eliminacyjne   | Klas. końcowa |
| Konkurencja          | Przeciwnik I          | Przeciwnik II      | Przeciwnik III       | Miejsce       |
| -------------------- | --------------------- | ------------------ | -------------------- | ------------- |
| 62 kg styl klasyczny | Jack Mortimer (GBR) Z | Safi Taha (LIB) P  | Egil Solsvik (NOR) P | 10.           |

## Letnie Igrzyska Olimpijskie 1952
| Konkurencja          | Rundy eliminacyjne   | Rundy eliminacyjne   | Klas. końcowa |
| Konkurencja          | Przeciwnik I         | Przeciwnik II        | Miejsce       |
| -------------------- | -------------------- | -------------------- | ------------- |
| 62 kg styl klasyczny | Jakow Punkin (SUN) P | Hasan Bozbey (TUR) P | 15.           |